# Mycale rhoi
Mycale rhoi är en svampdjursart som först beskrevs av Thomas Robertson Sim och Lee 1998.  Mycale rhoi ingår i släktet Mycale och familjen Mycalidae.
Artens utbredningsområde är havet utanför Sydkorea. Inga underarter finns listade i Catalogue of Life.